# Episodi di H2O (terza stagione)
La terza stagione della serie televisiva H2O è stata trasmessa dal 17 maggio al 2 giugno 2010 su Joi con doppio appuntamento giornaliero e in chiaro dal 7 giugno 2010 su Italia 1 con un episodio al giorno escluso il fine settimana. Durante la trasmissione degli ultimi episodi della serie, Joi ha unito gli episodi formando un film televisivo da 92 minuti.
La prima parte della stagione è stata diretta da Jeffrey Walker mentre la seconda da Colin Budds.
| nº | Titolo originale          | Titolo italiano             | Prima TV UK      | Prima TV Italia |
| -- | ------------------------- | --------------------------- | ---------------- | --------------- |
| 1  | The Awakening             | Il risveglio                | 26 ottobre 2009  | 17 maggio 2010  |
| 2  | Jungle Hunt               | Caccia nella giungla        | 27 ottobre 2009  | 17 maggio 2010  |
| 3  | Keep Your Enemies Close   | Il tuo nemico è l'acqua     | 28 ottobre 2009  | 18 maggio 2010  |
| 4  | Valentine's Day           | San Valentino               | 29 ottobre 2009  | 18 maggio 2010  |
| 5  | Big Ideas                 | Grandi idee                 | 30 ottobre 2009  | 19 maggio 2010  |
| 6  | Secrets & Lies            | Segreti e bugie             | 2 novembre 2009  | 19 maggio 2010  |
| 7  | Happy Families            | Famiglie felici             | 3 novembre 2009  | 20 maggio 2010  |
| 8  | Kidnapped                 | Rapita                      | 4 novembre 2009  | 20 maggio 2010  |
| 9  | The Sorcerer's Apprentice | L'apprendista stregone      | 5 novembre 2009  | 21 maggio 2010  |
| 10 | Revealed                  | Rivelazione                 | 6 novembre 2009  | 21 maggio 2010  |
| 11 | Just a Girl at Heart      | Solo una ragazza nel cuore  | 18 gennaio 2010  | 24 maggio 2010  |
| 12 | Crime & Punishment        | Delitto e castigo           | 19 gennaio 2010  | 24 maggio 2010  |
| 13 | To Have & to Hold Back    | Avere e trattenere          | 21 gennaio 2010  | 25 maggio 2010  |
| 14 | Mermaid Magic             | Magie da sirene             | 22 febbraio 2010 | 25 maggio 2010  |
| 15 | Power Play                | Gioco di potere             | 23 febbraio 2010 | 26 maggio 2010  |
| 16 | The Dark Side             | Il lato oscuro              | 24 febbraio 2010 | 26 maggio 2010  |
| 17 | A Magnetic Attraction     | Attrazione magnetica        | 25 febbraio 2010 | 27 maggio 2010  |
| 18 | Into the Light            | Nella luce                  | 12 aprile 2010   | 27 maggio 2010  |
| 19 | Breakaway                 | Separazione                 | 13 aprile 2010   | 28 maggio 2010  |
| 20 | Queen for a Day           | Regina per un giorno        | 13 aprile 2010   | 28 maggio 2010  |
| 21 | The Jewel Thief           | Il ladro di gioielli        | 14 aprile 2010   | 31 maggio 2010  |
| 22 | Mako Masters              | Le sovrane di Mako          | 14 aprile 2010   | 31 maggio 2010  |
| 23 | Beach Party               | La festa sulla spiaggia     | 15 aprile 2010   | 1º giugno 2010  |
| 24 | Too Close for Comfort     | Troppo vicini per star bene | 15 aprile 2010   | 1º giugno 2010  |
| 25 | A Date with Destiny       | Appuntamento col destino    | 16 aprile 2010   | 2 giugno 2010   |
| 26 | Graduation                | Il diploma                  | 16 aprile 2010   | 2 giugno 2010   |

## Il risveglio
- Titolo originale: The Awakening
- Diretto da: Jeffrey Walker
- Scritto da: Josh King

### Trama
Cleo e Rikki stanno per cominciare l'ultimo anno di liceo, mentre Emma è in viaggio per il mondo con i suoi genitori; le due ragazze stanno ancora insieme a Lewis e Zane. Quest'ultimo è stato impegnato per tutta l'estate nella ristrutturazione di un nuovo locale, il Rikki's, del quale anche Rikki è socia, pur non sapendolo all'inizio perché Zane le vuole fare una sorpresa. Alla serata dell'inaugurazione, Cleo e Rikki conoscono Bella, una loro coetanea molto brava a cantare che sostituisce Nate al microfono. Nel frattempo, Will, un nuovo ragazzo arrivato da poco in città, trova la grotta naturale di Mako mentre fa delle immersioni e assiste alla magia della Luna piena: questa volta, però, l'acqua comincia a colare lungo le pareti, formando una cascata, e un tentacolo d'acqua sorge dalla piscina, colpendo Will, che cade svenuto, e dirigendosi poi verso la terraferma. Qui rapisce Rikki e la porta alla grotta naturale, ma la ragazza viene salvata da Cleo e Bella, anche lei una sirena. Quando Will si sveglia, cerca di raccontare a Cleo, Rikki e Bella (tornate umane) quello che è successo, ma le ragazze cercano di convincerlo che è stato soltanto un sogno. Il giorno dopo, Bella racconta alle altre di essere diventata una sirena in Irlanda a 9 anni e accetta di entrare nel gruppo.
- Nota: Claire Holt (Emma) ha lasciato la serie per le riprese del film Messengers 2 - L'inizio della fine; verrà sostituita dall'attrice e cantante Indiana Evans, che interpreterà Bella. Anche Luke Mitchell si unirà al cast principale.

## Caccia nella giungla
- Titolo originale: Jungle Hunt
- Diretto da: Jeffrey Walker
- Scritto da: Anthony Morris

### Trama
Will vuole tornare alla piscina naturale di Mako e Bella si offre di accompagnarlo perché, non conoscendo neanche lei l'isola, le sarà più facile depistarlo. Rikki, però, non convinta, li segue a loro insaputa. Mentre percorrono la giungla, Bella e Will si imbattono in un torrente e lei manda avanti il ragazzo, utilizzando poi i suoi poteri per creare delle rocce di cristallo per attraversare senza bagnarsi; tuttavia, la ragazza scivola e cade in acqua, trasformandosi in una sirena. Bella viene però salvata da Rikki, che la asciuga prima che Will, tornato indietro a cercarla, la scopra. Il terzetto continua così l'esplorazione di Mako, arrivando infine alla grotta, dove trovano Cleo e Lewis, andati alla piscina a indagare perché Cleo ha paura di essere attaccata dall'acqua. L'unica cosa diversa da prima è una piccola cascata sulla parete di fronte all'entrata subacquea e Rikki riesce a convincere Will di aver sognato tutto. Quando il ragazzo, amareggiato, se ne va, le tre sirene scoprono che, se si avvicinano insieme alla cascata, da essa sorge un piccolo tentacolo.

## Il tuo nemico è l'acqua
- Titolo originale: Keep Your Enemies Close
- Diretto da: Jeffrey Walker
- Scritto da: Sam Carroll

### Trama
Su consiglio di Bella, Cleo si propone per il posto di assistente addestratrice di delfini al parco acquatico, ottenendo il posto. Mentre è al parco, Will entra nella vasca del delfino Ronnie, facendogli fare delle acrobazie: l'addestratore, credendo che sia merito di Cleo, decide di inserirla nello spettacolo. La ragazza, disperata perché non riesce a dare i comandi a Ronnie, riceve l'inaspettato aiuto di Will e così è il ragazzo che, durante lo spettacolo, dirige il delfino da sott'acqua.
Intanto, Rikki licenzia il gruppo di Nate, del quale fa parte anche Bella, per una canzone che il ragazzo stava cantando provando a baciare Rikki, alla fine. All'inizio Bella crede che sia colpa sua perché ha incoraggiato Cleo ad accettare il posto di assistente addestratrice mentre Rikki non era d'accordo, ma, quando sente la canzone di Nate e il ragazzo ci prova con lei, capisce di essersi sbagliata. Chiarite le cose con Rikki, Bella accetta, a nome del gruppo, di tornare a suonare al Rikki's, dove canta una versione modificata della canzone di Nate.

## San Valentino
- Titolo originale: Valentine's Day
- Diretto da: Jeffrey Walker
- Scritto da: Simon Butters

### Trama
È arrivato San Valentino e Lewis propone a Cleo di andare, come hanno sempre fatto, a pescare. A causa delle continue insistenze di lui, la ragazza, esasperata, gli confessa che, oltre a essere poco romantico, lei odia pescare. Cleo ha intanto alcuni problemi con Kim: la sorella minore, infatti, è indecisa tra due ragazzi e questo la porta a scontrarsi con il padre Don, che la considera ancora una ragazzina. Quando Kim scompare, Cleo va a cercarla, trovandola infine al Rikki's con i suoi due spasimanti. Kim, però, non volendo la sorella tra i piedi, va alla barca del padre per lamentarsi con lui, facendo accidentalmente cadere in acqua Samantha Roberts, della Commissione Parchi Nazionali, venuta a sbrigare alcune formalità per la licenza commerciale di pesca richiesta da Don. Kim è amareggiata per quello che è successo e, andata in camera di Cleo per scusarsi, le confessa di sentire molto la mancanza della madre e della sorella maggiore, che passa tutto il suo tempo con Rikki e Bella. Intanto, conosciutisi meglio, Don e Sam decidono di uscire insieme: quella sera, mentre Cleo fa un ripasso di ballo al padre, Lewis si presenta a casa Sertori in giacca e cravatta con una rosa per lei. Nel frattempo, Rikki, piuttosto che celebrare San Valentino, festa per lei troppo commerciale, vorrebbe semplicemente passare del tempo con Zane visto che sono stati molto occupati con il locale; Bella, invece, vorrebbe chiedere a Will di uscire con lei, ma è titubante perché non sa come il ragazzo potrebbe reagire. Will però, ha gli occhi puntati sempre su Rikki, e, sembra le voglia chiedere di essere la sua ragazza.

## Grandi idee
- Titolo originale: Big Ideas
- Diretto da: Jeffrey Walker
- Scritto da: Philip Dalkin

### Trama
Per aumentare i guadagni del Rikki's, coperto di debiti, Zane acquista delle moto da cross da noleggiare ai clienti e organizza una gara con un premio di mille dollari. Il ragazzo, però, conta di essere lui a vincere e non dover così pagare il premio, utilizzando invece i soldi delle iscrizioni per saldare i conti. Bella incoraggia Will a partecipare perché così potrà acquistare la nuova attrezzatura da sub. Saputo che Will è esperto di motocross, Zane non è più sicuro di vincere e, insieme a Nate, decide di barare: durante la gara, Nate cerca di far uscire di strada Will, senza riuscirci, grazie ai poteri di Bella che fa cadere l'amico imbroglione di Zane: così alla fine è Will a vincere. L'avversario, però, non vuole pagare; tuttavia, Rikki, disapprovando il comportamento di Zane, dà il denaro a Will e mette all'asta le moto per recuperare i soldi per saldare i debiti con i fornitori. Intanto, Lewis e Cleo prelevano dei campioni di acqua dalla piscina naturale di Mako e dalla cascata, scoprendo che, mentre prese singolarmente sono assolutamente normali, quando le due acque vengono mischiate si genera un tentacolo.

## Segreti e bugie
- Titolo originale: Secrets & Lies
- Diretto da: Jeffrey Walker
- Scritto da: Simon Butters

### Trama
Bella propone a Will di studiare insieme per gli esami e decidono di incontrarsi dopo gli allenamenti del ragazzo; tuttavia, Will perde la cognizione del tempo e non si presenta all'appuntamento. Bella va così a casa sua, dove lo vede incontrarsi con una ragazza più grande dai capelli rossi. Il giorno seguente, dopo aver trattato male il ragazzo, la sirena va a nuotare a Mako e s'imbatte in Will e nella ragazza con cui l'ha visto incontrarsi: un attimo prima di essere scoperta dai due subacquei, Bella viene salvata da Rikki. Poco dopo, tornate al locale, le due sirene vedono arrivare Will e la ragazza. Andata da lui a fargli una scenata, Bella scopre, con grande imbarazzo, che la rossa non è la fidanzata di Will come credeva, ma sua sorella. Nel frattempo, Lewis approfitta del laboratorio di Scienze della scuola per studiare il tentacolo creato da lui e Cleo, ma la signorina Taylor lo vede e, pensando si tratti del suo progetto pratico di Scienze, gli chiede di portarle una relazione che illustri come ha fatto a creare una palla d'acqua in grado di resistere alla forza di gravità.

## Famiglie felici
- Titolo originale: Happy Families
- Diretto da: Jeffrey Walker
- Scritto da: Max Dann

### Trama
Per presentare alle figlie la nuova fidanzata Sam, con la quale esce già da un po', Don organizza un picnic in spiaggia, ma Cleo, avendo paura di bagnarsi, si comporta senza volerlo in modo scontroso. Quando sente Kim dire di non volere un'altra donna in casa, Don si convince che nessuna delle figlie approvi la sua scelta e lascia Sam; tuttavia, Cleo lo convince a cambiare idea e, tornato con la donna, Don annuncia il loro fidanzamento, del quale Kim non è felice. Intanto, il Rikki's cerca una nuova cameriera e, senza prima consultare la socia, Zane assume Sophie, la sorella di Will. Rikki, però, non è contenta della scelta perché, oltre a essere lei la responsabile delle assunzioni, anche Bella si era proposta per il lavoro. Le due ragazze vengono così assunte in prova per un giorno e alla fine Bella decide di lasciare il posto a Sophie, accontentandosi di cantare, perché è quella che ha più bisogno di soldi.

## Rapita
- Titolo originale: Kidnapped
- Diretto da: Jeffrey Walker
- Scritto da: Chris Roache

### Trama
Approfittando dell'assenza di Don e Kim, le sirene e Lewis si riuniscono a casa di Cleo per affrontare la Luna piena. Poco prima che sorga la Luna, Will si presenta a casa di Cleo per parlare con Bella, e i due escono in giardino. Will chiede alla ragazza di andare con lui a Mako, ma Bella rifiuta e, mentre il ragazzo si allontana arrabbiato, Bella viene rapita dal tentacolo. Convinto da Cleo e Rikki a lasciar cercare Bella a loro, Will si dirige verso Mako con Lewis che, non essendo riuscito a farlo desistere, ha deciso di seguirlo. Anche Cleo e Rikki vanno alla piscina naturale, dove il tentacolo sta cercando di trasformare Bella in acqua. Dopo aver salvato l'amica, le sirene si allontanano poco prima che Will e Lewis entrino nella grotta. Qui Will vede, incastonata nella parete, la torcia che aveva con sé durante la precedente Luna piena e, dopo aver staccato il pezzo di roccia, il giorno seguente lo mostra alle sirene e a Lewis come prova di non aver sognato tutto e dice loro di essere determinato a scoprire il segreto di Mako.

## L'apprendista stregone
- Titolo originale: The Sorcerer's Apprentice
- Diretto da: Jeffrey Walker
- Scritto da: Philip Dalkin

### Trama
All'insaputa di Lewis, che le ha detto di buttarlo, Cleo decide di fare degli esperimenti sul tentacolo magico di Mako che hanno creato, e a questo scopo invita a casa sua Rikki e Bella. Rimasta da sola in camera di Cleo, Rikki fa evaporare il tentacolo usando i suoi poteri, ma il vapore, condensandosi, gocciola nella vaschetta di Hector, il pesce di Cleo, e lo ingloba, formando una palla d'acqua che comincia a fluttuare per casa e poi in giardino. Alla fine, Bella recupera Hector trasformando la palla d'acqua in gelatina, ma Will, andato a casa di Cleo a cercare le ragazze per confrontare gli appunti delle lezioni, è sicuro che, nonostante Bella lo neghi, abbia fatto qualcosa di strano. Intanto Lewis, mandato da Cleo a giocare a golf con il padre, sta battendo l'uomo pur essendo la prima volta che prende in mano una mazza; tuttavia, vedendo che Don è abbattuto, il ragazzo lo lascia vincere.

## Rivelazione
- Titolo originale: Revealed
- Diretto da: Jeffrey Walker
- Scritto da: Sam Carroll

### Trama
Mentre nuota, Bella trova il fossile di una conchiglia che decide di regalare a Will per la sua collezione. Nonostante Cleo e Rikki le dicano di stare il più lontana possibile dal ragazzo. Will chiede a Bella di fare una passeggiata con lui sulla spiaggia, e la ragazza accetta. Durante la passeggiata Will invita Bella a fare una nuotata con lui, ma la sirena rifiuta così il ragazzo va da solo. Uscito dall'acqua Will prova a baciare Bella, ma le tocca la guancia con la mano bagnata e lei corre in mare. Intanto, al Rikki's, Sophie racconta a Cleo e Rikki della conchiglia regalata da Bella al fratello e che ha intenzione di far fare una perizia per scoprire quanto vale. Essendo una conchiglia che si trova soltanto nei punti più profondi dell'oceano, Rikki va a casa di Will e, mentre Cleo distrae Sophie, usa i suoi poteri per distruggere il fossile. Tornata al locale, Rikki intima a Bella di tagliare ogni legame con Will perché a casa sua ha trovato delle carte che dimostrano che il ragazzo è ormai vicinissimo a collegare le sirene a Mako. La ragazza va a casa di Will a dirgli che non possono più vedersi, ma il ragazzo le risponde di sapere che i suoi segreti sono legati all'acqua, gliene versa un bicchiere sul braccio e, quando Bella si tuffa in mare, la segue a ruota, scoprendo che è una sirena. La ragazza gli racconta quindi di quando è diventata sirena a 9 anni in Irlanda, ma nega che anche Cleo e Rikki lo siano, dicendogli che lui è l'unico a sapere il suo segreto. Quella sera, al Rikki's, Bella vede Will parlare con Sophie e crede che il ragazzo le stia raccontando tutto, ma poco dopo lui la rassicura, dicendole che manterrà il segreto.

## Solo una ragazza nel cuore
- Titolo originale: Just a Girl at Heart
- Diretto da: Jeffrey Walker
- Scritto da: Anthony Morris

### Trama
Sophie sottopone Will a un duro allenamento per presentarlo a un probabile sponsor, ma il ragazzo preferisce andare a nuotare in mare aperto. Presto, Bella si rende conto che Will sembra più interessato alla lei sirena che non a conoscerla per com'è davvero, e decide di allontanarlo. Intanto, al Rikki's, le altre due sirene devono gestire una festa per bambini. Per intrattenerli, Rikki si veste da clown, ma, visto che non è tanto brava, Cleo ha l'idea di sfruttare i propri poteri per far divertire i piccoli

## Delitto e castigo
- Titolo originale: Crime & Punishment
- Diretto da: Jeffrey Walker
- Scritto da: Max Dann

### Trama
Per il compleanno di Rikki, Cleo e Bella creano una statuetta di cristallo a forma di sirena e la regalano all'amica. Quando Sophie la vede, la mostra anche a Will, che comincia a sospettare che Bella non gli abbia detto tutto. Mentre le due sirene vanno alla piscina naturale per organizzare una festa a sorpresa con Zane e Lewis, la festeggiata viene rapita e imbavagliata da due uomini, dai quali era andata a restituire delle banconote false con cui avevano pagato un ordine: Rikki, però, riesce a mandare un messaggio d'aiuto a Cleo e Bella. Tuttavia, soltanto Will sa dove è andata la ragazza e, per farselo dire, Cleo e Bella sono costrette a rivelargli che non c'è una sola sirena. Andato al molo, il gruppetto riesce a salvare Rikki poco prima che la barca sulla quale era prigioniera esploda e, dopo che la polizia arresta i due falsari, le sirene e Will raggiungono Zane e Lewis a Mako per festeggiare.

## Avere e trattenere
- Titolo originale: To Have & to Hold Back
- Diretto da: Jeffrey Walker
- Scritto da: Simon Butters

### Trama
Lewis viene ammesso all'Istituto americano di Biologia Marina, ma, visto che dovrà stare via per tre anni, non sa come dirlo a Cleo, che intanto sta organizzando le nozze di Don e Sam. Non volendo rovinarle la cerimonia, il ragazzo decide di tacerle la notizia, anche se la partenza è fissata per il giorno dopo il matrimonio, ma Kim, sentendolo che si confida con Rikki, racconta tutto a Cleo. Quest'ultima, pur essendo molto triste, decide di andare avanti comunque con i preparativi, e Kim, di conseguenza, ruba le fedi e poi, durante il matrimonio, attiva l'impianto di irrigazione, causando così l'interruzione della cerimonia. Nel frattempo, Lewis, resosi conto che, se partirà, lui e Cleo dovranno lasciarsi perché una relazione a distanza ha poche possibilità di sopravvivere, decide di restare e aiuta Cleo a organizzare in fretta un nuovo matrimonio a Mako, dove, dopo che Kim chiede scusa e restituisce le fedi, Sam e Don si sposano. Durante i festeggiamenti, Cleo convince Lewis a dare una possibilità alla loro storia e lo esorta a partire per realizzare il suo sogno, così Lewis accetta il suo consiglio e parte.
- Nota: questo è l'ultimo episodio con Angus McLaren come protagonista.

## Magie da sirene
- Titolo originale: Mermaid Magic
- Diretto da: Colin Budds
- Scritto da: Anthony Morris

### Trama
Zane si offre di fare da sponsor a Will, e i due ragazzi, insieme a Sophie, escono in mare aperto con una barca per testare l'apnea di Will. L'obiettivo di Zane, però, è dimostrare di essere lui il più bravo; infatti, riesce a raggiungere una profondità di 40 metri, contro i 30 di Will, ma solo perché Nate lo aspettava sott'acqua con una bombola d'ossigeno. Punto nell'orgoglio, Will decide di arrivare a 60 metri, ma si tuffa senza rallentare il battito cardiaco e quindi, pur raggiungendo il suo obiettivo, sviene. Non vedendolo riemergere, Zane chiama Rikki, che accorre sul posto e bacia più volte Will per farlo riprendere, aiutandolo poi, senza farsi vedere da Sophie, a tornare in superficie. Nel frattempo, Cleo e Bella rompono la roccia della piscina di Mako portata via da Will e trovano un cristallo identico a quello che Bella porta al collo e da lei recuperato sul fondo della piscina in Irlanda nella quale è diventata sirena.
- Nota: Angus McLaren non fa più parte del cast principale, perciò non è più citato né nei titoli di testa, né in quelli di coda.

## Gioco di potere
- Titolo originale: Power Play
- Diretto da: Colin Budds
- Scritto da: Anthony Morris

### Trama
Volendo aiutare il Programma Salvataggio Delfini del parco acquatico, Bella decide di proporre un concerto per raccogliere fondi al Rikki's, ma Sophie, sentendola che ne parla con Will, presenta l'idea a Rikki e Zane spacciandola per propria, e le viene affidata l'intera organizzazione dell'evento. Bella, pur non essendo contenta che la sorella di Will le abbia rubato l'idea, decide di collaborare comunque perché ci tiene ai delfini, ma, quando Sophie pretende che la band suoni le canzoni decise da lei, si licenziano. Un'ora prima dell'inizio del concerto, Rikki e Zane scoprono che le band che dovevano presentarsi non verranno perché Sophie ha chiesto dei soldi per coprire i costi sia a loro sia al parco acquatico, che per questo vorrebbe annullare il concerto. Di conseguenza, Sophie viene licenziata e al concerto canta Bella. Intanto, Sam si trasferisce a casa Sertori, portando con sé i souvenir dei viaggi in Africa e le ricette della cucina etnica. Tuttavia Kim, non contenta dei cambiamenti, architetta uno scherzo a danno della matrigna, allentando la guarnizione del rubinetto del bagno in modo che schizzi l'acqua in faccia. A rimanerne vittima è però Cleo, che, trasformatasi in sirena, impedisce a Sam di usare il bagno nonostante la donna ne abbia urgente bisogno perché deve andare al lavoro e si sta facendo tardi. Nonostante questo episodio, Sam sa che non è Cleo a non volerla in casa, ma Kim.

## Il lato oscuro
- Titolo originale: The Dark Side
- Diretto da: Colin Budds
- Scritto da: Sam Carroll

### Trama
Le sirene decidono di passare la notte di Luna piena al Rikki's, insieme a Will e a Zane. Nate, però, credendo che ci sia in programma una festa, si presenta al locale con alcuni amici, e, quando Rikki arriva e li vede, litiga con Zane perché ha permesso loro di restare: furibonda, va a Mako per distruggere il tentacolo. Qui, la ragazza riesce a comunicare con la strana creatura e le impedisce di attaccare Will, giunto a salvarla. La sirena gli fa promettere, però, che non racconterà l'accaduto a Cleo e Bella. Intanto, Cleo deve vedersela con Kim, uscita di casa di nascosto e presentatasi al Rikki's con le amiche per fare festa. All'improvviso, arriva anche Don, venuto a cercare la figlia minore, e, dopo una ramanzina, si esibisce al karaoke, mettendo le due ragazze in imbarazzo.

## Attrazione magnetica
- Titolo originale: A Magnetic Attraction
- Diretto da: Colin Budds
- Scritto da: Sam Carroll

### Trama
Cleo scopre che la roccia della grotta di Mako è magnetica e, per saperne di più, accetta l'aiuto di Ryan, un giovane collega di Sam appassionato di rocce, ospite a casa Sertori per cena. Rikki, però, non è d'accordo che il ragazzo venga coinvolto e comincia ad allontanarsi dalle amiche. Le analisi sul campione rivelano un magnetismo molto forte riscontrato in precedenza solo sulla Luna e per questo Cleo deduce che l'intera grotta sia costituita da roccia lunare, fatto che spiega anche la stretta relazione tra la piscina naturale e le fasi lunari. Vedendo Cleo e Bella preoccupate dopo l'ennesimo litigio con Rikki, Will racconta loro quello che è accaduto al plenilunio, nonostante avesse promesso di non dire nulla.

## Nella luce
- Titolo originale: Into the Light
- Diretto da: Colin Budds
- Scritto da: Sam Carroll

### Trama
Ryan chiede a Cleo di poter fare altre analisi sul campione di roccia magnetica, ma la ragazza non è disposta a dirgli dove l'ha trovato; tuttavia, Kim gli dice che la sorella passa molto tempo a Mako e il ragazzo si dirige all'isola. Qui, viene notato da Rikki, che, allarmata, comunica la cosa alle amiche, ma Cleo e Bella sono scettiche e la sirena decide di chiedere aiuto a Zane. Quest'ultimo, però, ha un appuntamento con Sophie per parlare della sponsorizzazione di Will, e quando Rikki lo scopre va su tutte le furie: la coppia, a causa anche della gelosia di Zane, ha un furioso litigio, durante il quale il ragazzo dice a Rikki di essere stanco della sua ossessione per Mako. La ragazza va quindi da sola all'isola per sabotare Ryan, e qui viene raggiunta da Will. Ryan, però, vedendo dei movimenti tra le foglie, comincia a inseguirli e, durante la fuga, Rikki e Will lo portano accidentalmente alla piscina naturale. Quando Ryan se ne va, Cleo e Bella si scusano con Rikki per non averle creduto e, tornate unite come un tempo, la ragazza racconta loro che, durante il plenilunio, ha avuto l'impressione che il tentacolo volesse dirle qualcosa.

## Separazione
- Titolo originale: Breakaway
- Diretto da: Colin Budds
- Scritto da: Anthony Morris

### Trama
È arrivato il giorno della gara d'immersione della Gold Coast alla quale partecipa Will, e Cleo porta Rikki al parco acquatico per farla distrarre, visto che la ragazza non ne può più di avere Zane intorno. Qui, le due sirene vengono raggiunte da Bella, e insieme decidono di andare da Will per sostenerlo da sott'acqua. Il ragazzo riesce ad arrivare a 80 metri di profondità, vincendo, e Sophie e Zane, euforici, si baciano senza sapere che le sirene li stanno osservando da una boa poco distante. Dopo la vittoria, Will dice alla sorella che ha deciso che non gareggerà più perché Bella gli ha fatto capire che deve immergersi soltanto perché gli piace, non per soddisfare le ambizioni di Sophie. Intanto, Rikki lascia Zane.

## Regina per un giorno
- Titolo originale: Queen for a Day
- Diretto da: Colin Budds
- Scritto da: Samantha Strauss

### Trama
Non riuscendo a gestire il Rikki's da solo, Zane assume Sophie come direttrice, e la ragazza inizia subito a modificare lo stile del locale. Intanto, Bella perde il controllo dei suoi poteri, cominciando a trasformare accidentalmente tutti i liquidi che la circondano in gelatina ogni volta che starnutisce. Non riuscendo a capirne il motivo, la ragazza chiede a Cleo di sostituirla temporaneamente come cantante del gruppo, ma l'amica è totalmente stonata. Mentre Bella va al locale per vedere se la causa dell'allergia è uno dei nuovi fiori messi da Sophie, Rikki è sola con Will a casa sua, annusa un'acqua di colonia e starnutisce, incendiando una foto. Capendo così che il fattore scatenante degli starnuti di Bella è il profumo di Will, Rikki va al locale per dirlo a Bella e, dopo che Will si è lavato, la sirena sale sul palco a cantare al posto di Cleo.

## Il ladro di gioielli
- Titolo originale: The Jewel Thief
- Diretto da: Colin Budds
- Scritto da: Simon Butters

### Trama
Will trasforma il cristallo blu in un ciondolo uguale a quello di Bella e lo regala a Rikki, scatenando la gelosia di Zane. Quella sera, le sirene e Will vanno a studiare a casa di Cleo, e quest'ultima nota che i due cristalli si attraggono l'uno con l'altro. Quando provano a farli toccare, però, salta la corrente e, visto che non sanno ancora la portata del potere delle due pietre, Will prende in custodia il ciondolo di Rikki. La mattina dopo, Sophie chiede a Will che cosa c'è tra lui e Rikki, e il fratello le risponde che sono soltanto amici. Sophie racconta a Zane che Rikki e Will si frequentano, il ragazzo va quindi a casa di Will per affrontarlo, ma, non trovandolo, prende il ciondolo di Rikki. Intanto, a Mako, utilizzando la collana di Bella, le sirene trovano un terzo cristallo e, quando vanno da Will, nel frattempo tornato a casa, per mostrarglielo, scoprono che la collana di Rikki è stata rubata. La sirena, sicura che il ladro sia Zane, va da lui al locale, dove il ragazzo le dice che, se si separano, lui non manterrà più il segreto. Mentre discutono, arriva anche Sophie, ma il sopraggiungere di Cleo e Bella, che fanno saltare la corrente grazie ai cristalli, permette a Rikki di andarsene indisturbata dopo aver ripreso il suo ciondolo. Il giorno seguente, Will trasforma anche il cristallo di Cleo in un ciondolo e le tre sirene vanno da Zane a chiedergli se ha raccontato di loro a Sophie, ma lui promette che manterrà il segreto.

## Le sovrane di Mako
- Titolo originale: Mako Masters
- Diretto da: Colin Budds
- Scritto da: Philip Dalkin

### Trama
È arrivato il giorno di una nuova Luna piena, che sorge, contrariamente ai calcoli fatti dalle sirene, proprio mentre stanno sostenendo un importante esame di Scienze a scuola. Quando l'esame viene rinviato a causa dell'effetto della Luna sull'impianto di irrigazione, Cleo, Rikki e Bella vanno a Mako: qui, il tentacolo mostra loro delle fessure nella roccia nelle quali incastonare i ciondoli. Una volta inserite, le pietre danno origine a un filmato nel quale si vede una cometa che si dirige verso la Terra. La proiezione viene però interrotta da Zane, che, mandando a monte un appuntamento con Sophie, arriva alla piscina naturale con Will perché era preoccupato per Rikki. Il giorno dopo, sostenuto l'esame, le sirene s'interrogano su quello che hanno visto, non sapendo se considerarlo un evento del passato o qualcosa che deve ancora accadere. Rikki, però, è sicura che la chiave di tutto si celi nella parte che non sono riuscite a vedere.

## La festa sulla spiaggia
- Titolo originale: Beach Party
- Diretto da: Colin Budds
- Scritto da: Anthony Morris

### Trama
Mentre Cleo riceve un telescopio in regalo da Ryan, Bella vorrebbe invitare Will ad andare insieme alla festa per la fine dell'anno scolastico che si terrà sulla spiaggia, ma la sirena non osa fare il primo passo. Per esercitarsi a chiedere un appuntamento a Bella, Will chiede l'aiuto di Rikki, ma Bella, recatasi a casa del ragazzo per chiedergli di andare alla festa con lei, lo sente domandarlo a Rikki, e non sapendo che si stava esercitando per chiederlo a lei decide di invitare Nate. Sophie, volendo che Zane si tolga finalmente di testa la ex e cambi il nome del locale, consiglia a Will di invitare Rikki. Quando Zane vede Rikki e Will insieme si avventa contro il ragazzo. Quest'ultimo, per difendersi, urla che a lui piace Bella, ma quando la sirena, incredula, gli si avvicina per chiedergli spiegazioni, viene bagnata da una bibita accidentalmente rovesciata da Nate. Bella corre quindi in acqua, seguita da Will, e, dopo essersi chiariti, i due si baciano e si mettono insieme. Intanto, tornato al locale, Zane dice a Sophie che Rikki e suo fratello non sono mai stati insieme, come lei invece gli aveva fatto credere, e che il locale non cambierà nome.

## Troppo vicini per star bene
- Titolo originale: Too Close for Comfort
- Diretto da: Colin Budds
- Scritto da: Max Dann

### Trama
A causa delle pressioni di Kim, che insiste per andare in vacanza in un posto lussuoso, Don trova un secondo lavoro al parco marino come capitano di una nave pirata. Il suo spettacolo ha talmente tanto successo che la direzione decide di cancellare quello di Cleo con il delfino Ronnie. Don, però, sapendo quanto la figlia tenga alla sua esibizione con Ronnie, si licenzia. Intanto, Bella cerca di conoscersi meglio con Will e condividere i reciproci interessi, ma per sbaglio rompe il fossile preferito di Will e i due litigano. Per scusarsi Bella trova un fossile uguale a quello rotto e così decide di regalarglielo. Will vedendo il fossile bacia Bella e, tornati a casa di Will fanno pace.

## Appuntamento col destino
- Titolo originale: A Date with Destiny
- Diretto da: Colin Budds
- Scritto da: Chris Roache

### Trama
Andate alla piscina naturale, Cleo, Rikki e Bella si accorgono che la temperatura è aumentata e la bussola, mentre di solito impazziva, ora punta verso sud. Inoltre, Cleo viene a sapere da Sam che tutti i pesci attorno a Mako sono scappati, forse a causa di una cometa che, dopo 150 anni, sta arrivando da sud ed è entrata nel sistema solare proprio quando sono cominciati gli attacchi dell'acqua. Certe che non sia una coincidenza, le sirene, per saperne di più, riescono a evocare il tentacolo e finire di vedere il filmato, che mostra loro una cometa che si schianta su Mako. Dopo aver dedotto che l'isola e la cometa si attraggono perché fatte della stessa materia, le ragazze capiscono che la loro missione è impedire l'impatto. Intanto, Ryan riconosce nei ciondoli di Cleo, Rikki e Bella dei cristalli visti a Mako. Sophie, non volendo perdere il lavoro al locale perché sta fallendo, entra in affari con Ryan e insieme convincono Zane a investire nel loro progetto di recupero dei cristalli, che, essendo di grande valore, potrebbero risollevare il Rikki's. Zane, all'inizio titubante, accetta, e i tre si dirigono durante la notte alla piscina naturale, scoprendo che le pareti sono piene di cristallo.

## Il diploma
- Titolo originale: Graduation
- Diretto da: Colin Budds
- Scritto da: Joss King

### Trama
Alla piscina naturale Rikki scopre che qualcuno ha trovato il cristallo: Bella racconta a Will e Cleo la storia di Eva, una sirena irlandese che 150 anni prima, era riuscita a creare una torre di luce che aveva respinto la cometa. Intanto, Sophie e Ryan tornano a Mako per prendere altro cristallo e le sirene, avvertite da Zane, arrivano proprio nel momento in cui Ryan fa esplodere con la dinamite la parete. Nonostante Will, arrivato sull'isola con Zane, faccia capire a Sophie di aver sbagliato, la magia della piscina naturale, a causa dell'esplosione, svanisce per sempre. Nel frattempo a casa di Cleo si organizza una specie di cerimonia per la cometa, ma poi Sam capisce che se la cometa atterrasse sulla Terra, potrebbe rimanere senza vita. Bella, dopo aver capito che la torre di luce era in realtà acqua energizzata, decide di affrontare la cometa da sola e sacrificarsi come aveva fatto Eva, ma Cleo e Rikki glielo impediscono. Le tre sirene, utilizzando i propri poteri fino allo sfinimento, riescono a evocare una torre d'acqua e luce che colpisce la cometa, allontanandola dalla Terra. Il giorno dopo, alla cerimonia dei diplomi, con grande sorpresa arriva anche Lewis e il gruppo va a festeggiare la fine degli esami al Rikki's. Tutti sono fidanzati, tranne Zane e Rikki (seppur ancora visibilmente innamorati). Bella, per festeggiare, canta la canzone della sigla: No Ordinary Girl.
- Nota: Angus McLaren non facendo più parte del cast principale, è accreditato come guest star; il suo nome compare solo nei titoli di coda.